# Lambda Canis Majoris
λ Canis Majoris este o stea pitică albastru-albă de tip B de pe secvența principală, cu o magnitudine aparentă de 4,47. Acesta se află la aproximativ 406 ani-lumină (125 de parseci) de Pământ.
Această stea, împreună cu δ Col, ζ CMa, γ Col, θ Col, κ Col, λ Col, μ Col și ξ Col, au format Al Ḳurūd (ألقرد - al-qird), Maimuțele .